# Zwem- en waterpolovereniging De Ham ZC
Lo Zwem- en waterpolovereniging De Ham ZC, noto semplicemente come De Ham, è un club che si occupa di sport acquatici con sede nella città di Wormerveer (Paesi Bassi), nota principalmente per la sua sezione pallanuotistica.
Il club fu fondato nel 1924 e inizialmente aveva sede nel comune di Krommenie. Nel 1992 si fuse con il Z&PC Het Zwet di Wormer, ed è da questa fusione che ha origine l'acronimo ZC in fondo al nome del club.